# St. Donats
St. Donats är en community i Storbritannien.   Den ligger i kommunen Vale of Glamorgan och riksdelen Wales, i den södra delen av landet, 240 km väster om huvudstaden London.
Här finns medeltidsborgen St Donats Castle.